# Chandon (Fribourg)
Pour les articles homonymes, voir Chandon.
Chandon est un village suisse du canton de Fribourg, situé dans le district de la Broye, dans la commune de Belmont-Broye.
Le village porte le même nom que le ruisseau qui coule à ses abords.

## Histoire
Les découvertes archéologiques attestent que le site de Chandon fut peuplé déjà très tôt. Ainsi ont été retrouvés, sur les hauteurs de la localité, les restes d'une villa romaine ainsi que des nécropoles burgondes du VIe au VIIe siècle ap. J.-C.
Selon le philologue Paul Aebischer, le nom de Chandon viendrait du gaulois Cambo-duno-n signifiant "forteresse située à un coude de rivière", ou forteresse sur un mamelon arrondi. Le premier de ces sens pourrait convenir à cette localité et il suppose l'existence d'une forteresse qui se serait élevée là où plus tard fut construit le château des seigneurs de Belmont, sur la colline où se trouve aujourd'hui la forêt du Grand Belmont, aux pieds de laquelle le Chandon fait un coude.
Le village était déjà présent au Xe siècle. Son église relevant du prieuré clunisien de Payerne (962 ap. J.-C.). Sous le pouvoir des seigneurs de Montagny depuis probablement le XIIe siècle, il le reste jusqu'en 1478, date à laquelle Fribourg, à la suite de la Guerre de Bourgogne, achète à la Savoie la seigneurie de Montagny qui devient un bailliage. En 1798, l'invasion de troupes françaises dans la région va mettre fin au bailliage fribourgeois de Montagny qui aura duré 320 ans. Chandon relève alors du district de Payerne nouvellement créé (1798-1803), puis de celui de Montagny (1803-1830) et finalement de Dompierre (1830-1848). Avec l'avènement de la Constitution fédérale et cantonale en 1848, Chandon intègre le nouveau district de la Broye.
Une mention authentique datant de 1123 indique que le pape Calixte II accorde sa protection au village de Candone dont l'église figure, en 1228 au cartulaire de Lausanne sous le nom de Chandun. En 1509, le village apparaît sous la désignation de Chandon.
L'église de Chandon était desservie jusqu'à la Réforme par les moines de l'abbaye de Payerne. Elle passa ensuite aux mains du clergé de Notre-Dame de Fribourg qui ne la garda pas très longtemps car ce dernier avait peur des frais d'entretien de l'église et de la cure. Du XIIe siècle à 1859, elle fut le siège de la paroisse de Léchelles, puis sa filiale. C'est en 1872 que fut construite l'église actuelle qui conserve toujours comme patron St Gengon.
Au cours du Moyen Âge, le village de Chandon fut assez important du fait qu'il se trouvait sur la route qui reliait Fribourg au lac de Neuchâtel.
Tout d'abord commune indépendante, Chandon fusionne avec Léchelles le 1er septembre 1994, à la suite du vote d'approbation du 12 avril de la même année. Depuis le 1er janvier 2016, la commune de Léchelles, dont Chandon fait partie, a fusionné avec les villages de Domdidier, Dompierre, et Russy pour former la commune de Belmont-Broye.

## Démographie
Avec 95 habitants en 1990, et avant sa fusion avec Léchelles, Chandon a compté parmi les plus petites commune du canton de Fribourg. En 1888, 210 habitants la peuplaient.
Le hameau du Vuaty, situé en terrasse sur la pente sud-est du Grand-Belmont (alt. 598 m), est également rattaché au village.
Commune parlant l'allemand à plus de 40 % en 1950, elle ne compte plus que 11 % de germanophones en 1980.